# Клайв, Колин
Колин Клайв (англ. Colin Clive, 20 января 1900, Сен-Мало, Франция — 25 июня 1937, Лос-Анджелес, США) — британский актёр, создавший образ доктора Франкештейна в двух классических фильмах ужасов 1930-х годов.

## Биография
Клайв родился в 1900 году во французском портовом городе Сен-Мало в семье английского полковника. Собираясь пойти по стопам отца, он поступил в престижную Королевскую военную академию в Сандхёрсте, однако травма колена, полученная при падении с лошади, перечеркнула все его планы.
Актёрскую карьеру он начал на театральной сцене, играя в постановках Джеймса Уэйла, с которым вскоре свёл дружбу. Свой актёрский талант Клайв проявил, успешно исполнив роль капитана Стэнхоупа, заменяя молодого Лоренса Оливье в драме «Конец путешествия» на сцене лондонского театра Савой. В 1930 году уже в Голливуде он перенёс свою сценическую роль на большой экран, сыграв в одноимённом фильме, режиссёром которого также выступил Уэйл.
В следующем году на экраны вышел фильм ужасов Джеймса Уэйла «Франкенштейн», где Клайв исполнил роль доктора Генри Франкенштейна, проводящего опыты по созданию живого существа из неживой материи. Созданный Клайвом образ установил некий стандарт, послуживший впоследствии отправной точкой для множества иных сумасшедших учёных в фильмах подобного жанра. В 1935 году состоялась премьера сиквела, озаглавленного как «Невеста Франкенштейна», вновь представляющего собой совместную работу Уэйла и Клайва. Также актёр снялся в ряде драматических фильмов, в том числе в ленте 1933 года «Кристофер Стронг», где одну из первых своих ролей исполнила восходящая звезда Кэтрин Хэпбёрн, а также в киноадаптации «Джейн Эйр» 1934 года.
C июня 1929 года и до самой своей смерти Колин был женат на актрисе Джинн Де Ксалис. Хотя она снималась в фильмах и играла в театре, наибольший успех ей принесла комедийная роль миссис Физер в английском радио-ситкоме. Однако Клайв и Де Ксалис жили порознь, так как супруга отказалась сопровождать своего мужа, когда он отправился строить кинокарьеру в США.
Ходили слухи, что Де Ксалис была лесбиянкой, а Клайв — геем или бисексуалом, что значит, они состояли в так называемом лавандовом браке. Но Дэвид Льюис, давний партнер режиссёра Джеймса Уэйла, у которого Колин часто снимался, категорически заявляет, что Клайв не был геем.

## Смерть
Будучи талантливым актёром, Клайв в то же время злоупотреблял алкоголем и нередко терял память, пропуская съёмки, что становилось причиной остановки кинопроизводства. Всего за 7 лет актёр успел сняться в 18 кинокартинах. Значительно усугубив своё состояние алкоголизмом, он скончался в июне 1937 года от туберкулёза.
Алкоголизм Клайва был очевиден для его партнеров по съемкам, они часто видели, как он дремал на съемочной площадке и иногда был настолько пьян, что приходилось даже держать его в вертикальном положении для съемок с плеча.
Форрест Дж. Акерман вспоминает о том, как посещал тело Клайва в похоронном бюро. «Насколько я помню, на нем был халат, и он лежал так спокойно. Это очень сильно напоминало сцену из „Невесты Франкенштейна“. На похоронах присутствовало более 300 человек. Одним из несущих гроб был Петер Лорре.»
Его кенотаф находится в Chapel of the Pines Crematory, но его прах был развеян над морем в 1978 году после того, как останки провели более 40 лет невостребованные в подвале похоронного бюро, куда его тело привезли после смерти.

## Фильмография
| Год  |   | Русское название                           | Оригинальное название                     | Роль                     |
| ---- | - | ------------------------------------------ | ----------------------------------------- | ------------------------ |
| 1930 | ф | Конец пути                                 | Journey's End                             | Капитан Стэнхоуп         |
| 1931 | ф | Франкенштейн                               | Frankenstein                              | Генри Франкенштейн       |
| 1931 | ф | Сильный пол                                | The Stronger Sex                          | Уоррен Баррингтон        |
| 1932 | ф | Лили Кристин                               | Lily Christine                            | Руперт Харви             |
| 1933 | ф | Кристофер Стронг                           | Christopher Strong                        | Сэр Кристофер Стронг     |
| 1933 | ф | Забегая наперёд                            | Looking Forward                           | Джефри Филдинг           |
| 1933 | ф | Ожидание                                   | Looking Forward                           | Джеффри Филдинг          |
| 1934 | ф | Ключ                                       | The Key                                   | Эндрю «Эдди» Керр        |
| 1934 | ф | Ещё одна река                              | One More River                            | Сэр Джеральд Корвен      |
| 1934 | ф | Джейн Эйр                                  | Jane Eyre                                 | Эдвард Фэйрфакс Рочестер |
| 1935 | ф | Клайв из Индии                             | Clive of India                            | Капитан Джонстон         |
| 1935 | ф | Право жить                                 | The Right to Live                         | Морис Трент              |
| 1935 | ф | Невеста Франкенштейна                      | Bride of Frankenstein                     | Генри Франкенштейн       |
| 1935 | ф | Девушка с 10-й авеню                       | The Girl from 10th Avenue                 | Джон Мэрланд             |
| 1935 | ф | Безумная любовь                            | Mad Love                                  | Стивен Орлак             |
| 1935 | ф | Человек, который сорвал банк в Монте-Карло | The Man Who Broke the Bank at Monte Carlo | Бертран Беркли           |
| 1935 | ф | Вдова из Монте-Карло                       | The Widow from Monte Carlo                | Лорд Эрик Рейнольдс      |
| 1937 | ф | История вершится ночью                     | History Is Made at Night                  | Брюс Вэйл                |
| 1937 | ф | Женщина, которую я люблю                   | The Woman I Love                          | Капитан Телис            |